# Fuente Álamo de Murcia

Vị trí của Fuente Álamo de Murcia ở Murcia.

Fuente Álamo de Murcia là một đô thị ở cộng đồng tự trị Murcia. Đô thị này có dân số 14.261 (2006) và diện tích 273 km².